# Liste der Schutzgebiete auf Réunion
Diese Aufstellung listet alle offiziell ausgewiesenen Schutzgebiete in Natur- und Landschaftsschutz (wie z. B. Naturschutzgebiete, Landschaftsschutzgebiete, Nationalparks etc.) auf der Insel Réunion auf, die zugleich ein französisches Überseedépartement und eine Region sind (Stand 11. November 2014). Die Aufstellung folgt der Common Database on Designated Areas der Europäischen Umweltagentur (EEA).
| Schlüssel- nummer | Gebietstyp              | Gebietsname                        | CDDA- Sitecode | IUCN- Kategorie | Fläche in ha | Koordinate                       | Jahr der Ausweisung | Bild |
| ----------------- | ----------------------- | ---------------------------------- | -------------- | --------------- | ------------ | -------------------------------- | ------------------- | ---- |
| FR3300009         | Naturschutzgebiet       | Réunion                            | 388669         | UA              | 105439,3593  | 21° 4′ 57,6″ S, 55° 34′ 47,4″ O  | 2007                |      |
| FR3600164         | Naturschutzgebiet       | Réunion (Marine Reserve)           | 388663         | IV              | 3500         | 21° 12′ 3,7″ S, 55° 16′ 27,8″ O  | 2007                |      |
| FR3600166         | Naturschutzgebiet       | Étang de Saint-Paul                | 391921         | IV              | 447          | 20° 59′ 53,7″ S, 55° 17′ 33,6″ O | 2008                |      |
| FR3800782         | Naturschutzgebiet       | Pandanaie des Hauts de l’Est       | 555547168      | IV              | 367,6        | 21° 6′ 22,2″ S, 55° 40′ 11,8″ O  | 2011                |      |
| FR3800439         | Naturschutzgebiet       | Île de Petite-Île                  | 147295         | IV              | 2,0499       | 21° 22′ 36,7″ S, 55° 34′ 4″ O    | 1986                |      |
| FR3800691         | Naturschutzgebiet       | Bras de la Plaine                  | 345940         | IV              | 1111         | 21° 11′ 19,3″ S, 55° 31′ 58,4″ O | 2006                |      |
| FR24REU04         | Naturreservat           | Hauts de Saint Philippe            | 62786          | Ia              | 4073,36      | 21° 18′ 47″ S, 55° 44′ 29,9″ O   | 1987                |      |
| FR24REU07         | Naturreservat           | Matarum                            | 142721         | Ia              | 808          | 21° 7′ 55,2″ S, 55° 29′ 18,5″ O  | 1989                |      |
| FR24REU05         | Naturreservat           | Le Mazerin                         | 142722         | Ia              | 1868,57      | 21° 3′ 19,8″ S, 55° 34′ 35,6″ O  | 1985                |      |
| FR23REU01         | Naturschutzgebiet       | Bebour                             | 142723         | IV              | 5146         | 21° 6′ 27,5″ S, 55° 32′ 17,7″ O  | 1994                |      |
| FR23REU03         | Naturschutzgebiet       | Bras des Merles – Bras Bémalé      | 193401         | IV              | 868,74       | 21° 1′ 9,8″ S, 55° 25′ 39,6″ O   | 2002                |      |
| FR24REU06         | Naturreservat           | Les Mares                          | 62787          | Ia              | 934,67       | 21° 11′ 55,5″ S, 55° 43′ 6,3″ O  | 1987                |      |
| FR24REU02         | Naturreservat           | Bois de Nèfles-Saint Paul          | 62780          | Ia              | 179          | 21° 1′ 22,7″ S, 55° 23′ 1,2″ O   | 1985                |      |
| FR1100370         | Naturschutzgebiet       | Bois Blanc                         | 83081          | IV              | 361          | 21° 12′ 23,7″ S, 55° 48′ 26,6″ O | 1980                |      |
| FR1100372         | Naturschutzgebiet       | Grande Anse                        | 83112          | IV              | 15           | 21° 22′ 13″ S, 55° 33′ 4,3″ O    | 1982                |      |
| FR1100932         | Naturschutzgebiet       | Pierrefonds                        | 555546432      | IV              | 14,8756      | 21° 19′ 24,8″ S, 55° 25′ 28″ O   | 2010                |      |
| FR1100767         | Naturschutzgebiet       | Grande Ravine                      | 392043         | IV              | 65,788       | 21° 7′ 7,8″ S, 55° 17′ 3,5″ O    | 2006                |      |
| FR1100379         | Naturschutzgebiet       | Étang Du Gol                       | 147322         | IV              | 31           | 21° 17′ 8,7″ S, 55° 23′ 14,9″ O  | 1985                |      |
| FR1100380         | Naturschutzgebiet       | Anse des Cascades                  | 147323         | IV              | 47           | 21° 10′ 52″ S, 55° 49′ 54,6″ O   | 1985                |      |
| FR1100368         | Naturschutzgebiet       | La Pointe au Sel                   | 83131          | IV              | 17           | 21° 12′ 21,3″ S, 55° 17′ 4,8″ O  | 1980                |      |
| FR1100371         | Naturschutzgebiet       | Le Chaudron                        | 83139          | IV              | 4            | 20° 53′ 10,4″ S, 55° 29′ 23,3″ O | 1980                |      |
| FR1100616         | Naturschutzgebiet       | Grande Chaloupe – Ravine a Malheur | 330594         | IV              | 748,8208     | 20° 55′ 10,3″ S, 55° 22′ 48,6″ O | 1996                |      |
| FR1100618         | Naturschutzgebiet       | Terre Rouge                        | 330595         | IV              | 20,9762      | 21° 20′ 56,4″ S, 55° 29′ 48,6″ O | 1997                |      |
| FR1100617         | Naturschutzgebiet       | Cap de la Houssaye                 | 330596         | IV              | 179,0105     | 21° 1′ 48,9″ S, 55° 15′ 4,5″ O   | 2003                |      |
| FR1100694         | Naturschutzgebiet       | Rochers des Colimacons             | 391978         | IV              | 12,8013      | 21° 8′ 24,5″ S, 55° 16′ 20″ O    | 1981                |      |
| FR1100863         | Naturschutzgebiet       | Rocher de Petite Île               | 392139         | IV              | 2,077        | 21° 22′ 36,7″ S, 55° 34′ 5,1″ O  | 2006                |      |
| FR1100864         | Naturschutzgebiet       | Pointe des trois Bassins           | 392140         | IV              | 9,4175       | 21° 6′ 39,8″ S, 55° 15′ 18,9″ O  | 2006                |      |
| FR1100865         | Naturschutzgebiet       | Marine de Vincendo                 | 392141         | IV              | 2,0106       | 21° 22′ 46,5″ S, 55° 40′ 28,6″ O | 2006                |      |
| FR1100866         | Naturschutzgebiet       | Ravine du Portail aux Avirons      | 392142         | IV              | 0,4811       | 21° 13′ 55,8″ S, 55° 17′ 48,7″ O | 2009                |      |
| FR3400009         | Landschaftsschutzgebiet | Réunion                            | 388670         | V               | 87703,5      | 21° 19′ 55,5″ S, 55° 36′ 14,3″ O | 2007                |      |